# Taboo
Pour les articles homonymes, voir Taboo (homonymie).
Pour les articles ayant des titres homophones, voir Tabbou et Tabou.
Taboo est un jeu de société qui se joue en deux équipes, avec au moins quatre joueurs.
Le jeu a été créé en 1990 par Brian Hersch et Bernard Bougrèle ; il est édité par MB.

## Règles
Le but du jeu est de faire deviner un mot à ses coéquipiers sans utiliser certains mots interdits ou tabous. Il se joue avec un paquet de cartes sur lesquelles sont inscrits des mots à faire deviner et la liste des cinq mots interdits.
Chacune des deux équipes a, à son tour, un temps donné pour deviner un maximum de mots. Si le joueur qui fait deviner se trompe et utilise un mot tabou ou bien un mot dérivé soit du mot à faire deviner soit d'un des mots tabous, la carte en cours, plus une autre carte déjà devinée, sont retirées des gains de son équipe.
Lorsqu'une équipe fait deviner, l'autre surveille, grâce à un sablier, le temps écoulé et vérifie qu'aucun mot interdit n'est utilisé.
Un mot taboo prononcé ou une traduction compte -1 point.